# Блужа (агрогородок)
Блужа (бел. Блу́жа) — агрогородок в Пуховичском районе Минской области Республики Беларусь. Административный центр Блужского сельсовета.

## География
Расположен в 12 км к юго-востоку от Марьиной Горки, в 66 км от Минска, железнодорожного остановочного пункта Майский.

### Гидрография
На реке Синявка.

## История

### Ранняя история
В конце XIV века половину Блужи получил как выслугу князь Андрей Василевич, который погиб в битве на Ворскле (1399), а после получили его имущество потомки, вторую половину Блужи получил пан Румбольд Волимонтович. Половина имущества князя Андрея, как выморочное, отошла к великому князю Витовту, который 19 апреля 1411 года передал её Виленскому капитулу в обмен на другие имения. В 1567 году — село в Минском уезде Минского воеводства Великого Княжества Литовского.
В 1714 году блужские земли принадлежали Лявону Замойскому, а в 1725 году владельцами были Адам и Августина Троськи.

В результате второго раздела Речи Посполитой 1793 года территория оказалась в составе Российской империи. Центр православного прихода, в Пуховичской волости Игуменского уезда Минской губернии.

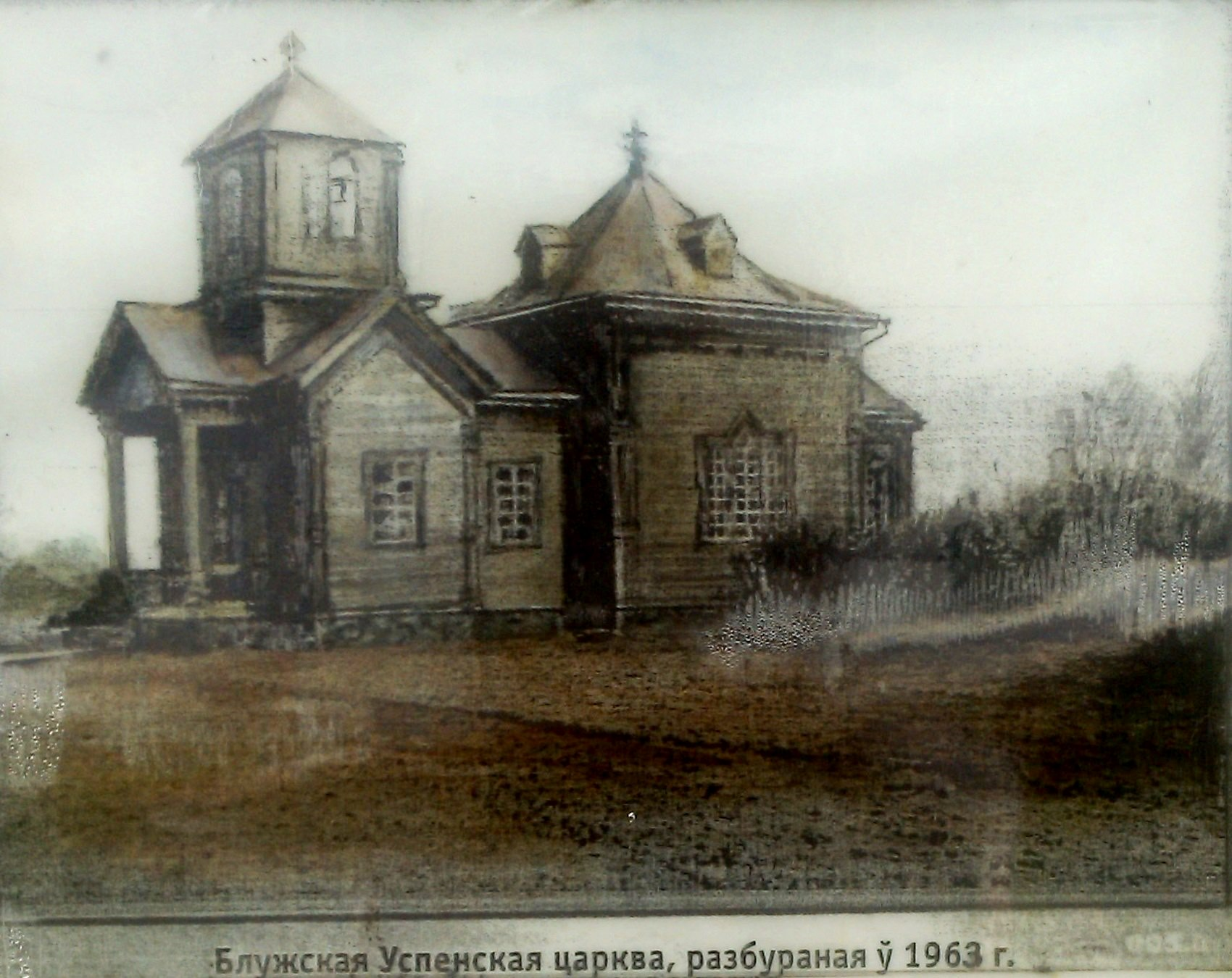
Церковь Успения Пресвятой Богородицы

В 1795 году земли Игуменского графства «были переданы генерал-майору Попову (который впоследствии был действующим статским советником) с численностью 1175 душ со всеми принадлежащими тому имению землями и угодьями 28 356 десятин 1599 саженей, в том числе деревня Блужа». 
В 1832 году в Блуже уже новые владельцы — Петр и Теофилия Заводские. При Теофилии в 1844 году на землях Беларуси проводили инвентарную реформу, тогда же был составлен инвентарь имения Блужа. Имению Блужа принадлежали деревни: Подосово — 22 двора, Берлеж — 32, Бобы — 12, Орешковичи — 16, Слободка — 8, Сутин — 15, всего 105 тяглых дворов.
Во второй половине XIX века имение выкупил Юлиан Булгак. В 1869 году открыто народное училище. В 1879 году православной церкви принадлежало 100 десятин земли, приход насчитывал около 1600 человек. Распространены бондарные, плотничные и перевозные промыслы. В 1886 году в народном училище занимались 36 мальчиков и 9 девочек, учительницей работала Анна Дорофеева. В 1900 году — 45 учеников (среди них 2 девочки), их учил учитель Василий Макареня.
В 1890 году построена Успенская церковь, здание для школы. В 1897 году в селе (оно же Подосов) было народное училище, хлебозапасный магазин, питейный дом, церковь, рядом имение (оно же Гродно).
В 1909 году в Пуховичской волости Игуменского уезда Минской губернии.
В 1917 году произошли волнения, крестьяне захватили сенокосы. Последний владелец имения — Б. Булгак.

### Новейшее время
С конца февраля 1918 года территория оккупирована войсками Германской империи. 25 марта 1918 года согласно Третьей Уставной грамоте провозглашалась частью Белорусской Народной Республики. В декабре 1918 года занята Красной Армией, с 1 января 1919 года в соответствии с постановлением I съезда КП(б) Беларуси она вошла в состав Советской Белоруссии, с 27 февраля 1919 года — в ЛитБел ССР. Во время польско-советской войны в августе 1919 — июле 1920 годов под оккупацией Польши (Минский округ ГУУЗ).
С 31 июля 1920 года в Белорусской ССР. Имущество имения национализировано. На базе народного училища создана школа I степени, в которой 1922 году занимались 54 ученика. С 20 августа 1924 года центр сельсовета Пуховичского района Минского округа (до 26 июля 1930), с 20 февраля 1938 года в Минской области. В начале 1930-х проведена принудительная коллективизация, создан колхоз «Красный Октябрь», работала кузница.
Во Вторую мировую войну с конца июня 1941 года до 3 июля 1944 года деревня под оккупацией Германии. В окрестностях деревни действовало советское подполье.
В 1966 году к Блуже была присоединена деревня Бобы. В 1970 году центр колхоза «1 Мая».
29 января 2010 года деревня Блужа преобразована в агрогородок.

## Население

### Численность
- 2009 год — 194 хозяйства, 540 жителей

### Динамика
- 1870 год — 97 жителей
- 1886 год — 24 двора, 224 жителя
- 1897 год — 77 дворов, 461 житель (село); 3 двора, 27 жителей (имение)
- 1909 год — 78 дворов, 558 жителей (село)[4]
- 1917 год — 97 двор, 440 жителей
- 1970 год — 113 дворов, 325 жителей
- 2002 год — 196 дворов, 558 жителей
- 2007 год — 198 хозяйств, 524 жителей
- 2009 год — 194 хозяйства, 540 жителей (перепись населения)[4]

## Инфраструктура

### Культура
- Дом культуры
- Библиотека

### Образование
- ГУО «Блужская базовая школа имени Н. Чепика» (ранее — Блужский начально-педагогический комплекс детский сад — базовая школа имя Н. Чепика)
- Детский сад

### Медицина
- Фельдшерско-акушерский пункт

### Экономика
- Механические мастерские
- Отделение связи
- Торговые объекты
- Агроусадьба «Дары Велеса».

## Культура
- Дом культуры
- Музей ГУО «Блужская базовая школа имени Н. Чепика»
- Музей Героя Советского Союза Н. П. Чепика — филиал ГУ «Пуховичский районный краеведческий музей» с картинной галереей

## Достопримечательность

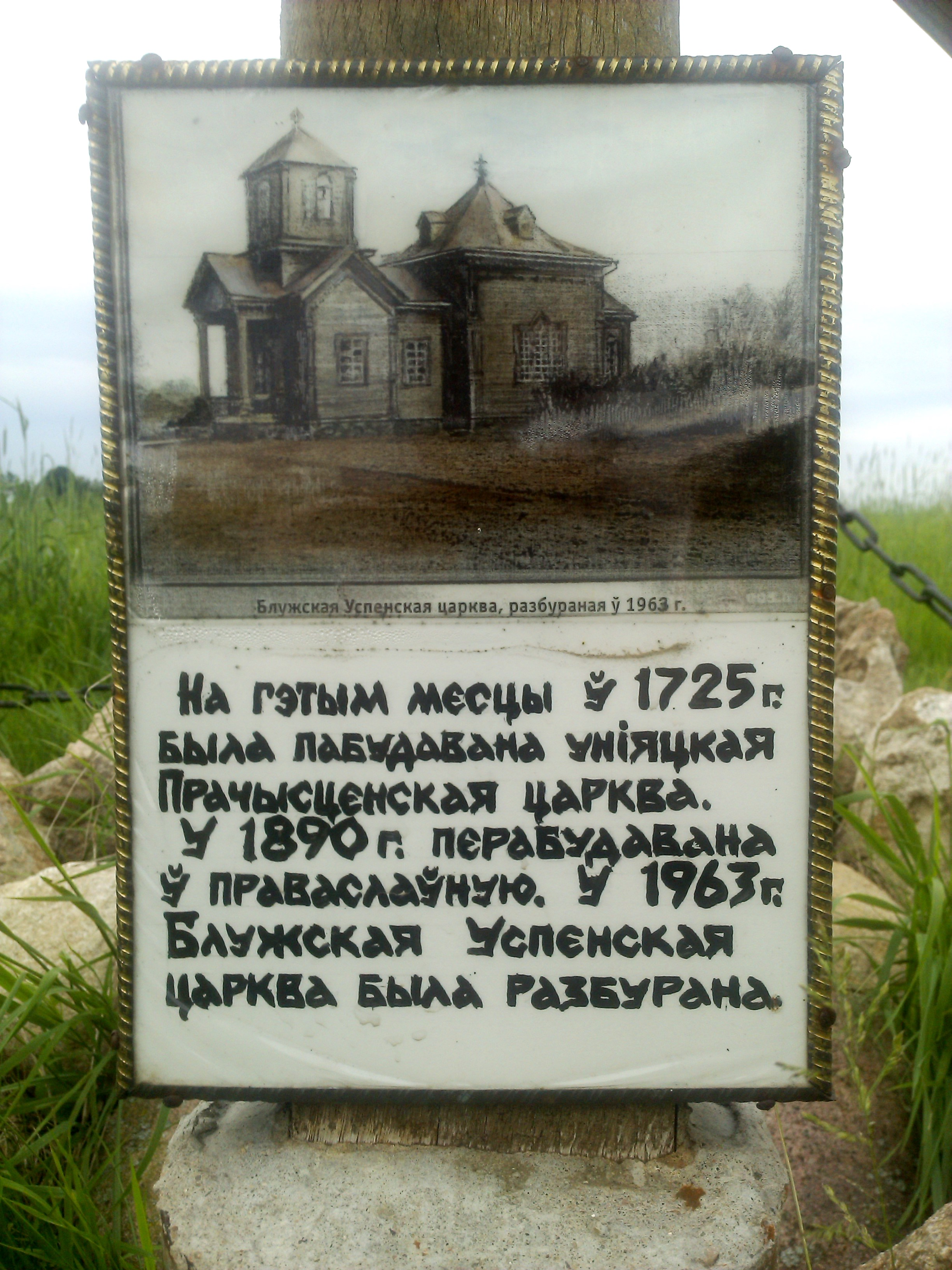
Памятный крест

- Братская могила советских воинов

### Памятник, скульптура
- Мемориал в память погибших во Второй мировой войне (скульптор Владимир Слинченко)
- Памятный крест на месте разобранной церкви

### Утраченное наследие
- Церковь Успения Пресвятой Богородицы
- Усадьба

## Известные уроженцы
- Василий Григорьевич Шепелевич (род. 1947) — доктор физико-математических наук, профессор.